# Каниболоцкий, Антон Олегович
Анто́н Оле́гович Каниболо́цкий (укр. Антон Олегович Каніболоцький; род. 16 мая 1988[…], Киев) — украинский футболист, вратарь. Выступал за молодёжную сборную Украины.

## Биография

### Клубная карьера
Начинал заниматься футболом в киевской команде АТЭК, где тренером был А. П. Стужук. В детско-юношеской футбольной лиге Украины выступал за киевский «Локомотив» и «Отрадный». Летом 2005 года перешёл в дубль днепропетровского «Днепра».
В чемпионата Украины дебютировал 23 ноября 2008 года в домашнем матче симферопольской «Таврии» (0:1). Вторую половину сезона 2009/10 провёл на правах аренды в криворожском «Кривбассе». За клуб в чемпионате он сыграл в 13 матчах, в которых пропустил 14 голов.
24 июля 2012 года подписал пятилетний контракт с донецким «Шахтёром». Договор должен был вступить в силу 1 января 2013 года, так как Антон перешёл бы в стан горняков на правах свободного агента. 27 июля 2012 года Каниболоцкий разорвал контракт с «Днепром» и был снят с заявки клуба на чемпионат. После этого, он перешёл в «Шахтёр», для того, чтобы тренироваться вместе с командой. Также был переподписан контракт и с 30 июля 2012 года Антон полноправный игрок «Шахтёра». В команде он взял 32 номер.
Дебютировал в «Шахтёре» 3 ноября 2012 года в матче против запорожского «Металлурга» отстояв на 0, матч закончился со счётом (2:0).
В июне 2017 года покинул «Шахтёр».. В том же месяце Каниболоцкий на правах свободного агента перешел в «Карабах». Летом 2018 года перешёл в польский «Медзь».

### Карьера в сборной
Дебютировал в молодёжной сборной Украины 5 февраля 2008 года в матче против Швеции (1:0). Участник чемпионата Европы среди молодёжных команд 2011 в Дании. Всего за молодёжную сборную Украины до 21 года провёл 19 матчей.

## Достижения
«Шахтёр» (Донецк)
- Чемпион Украины (3): 2012/13, 2013/14, 2016/17
- Обладатель Кубка Украины (3): 2012/13, 2015/16, 2016/17
- Обладатель Суперкубка Украины (3): 2013, 2014, 2015

«Карабах»
- Чемпион Азербайджана: 2017/18